# Основание «Ньюкасл Юнайтед»
Данная статья описывает историю основания английского футбольного клуба «Ньюкасл Юнайтед». В статье рассказывается о появлении «игры Её Величества» в Тайнсайде, о формировании первых профессиональных клубов Ньюкасла, а также об образовании самого «Ньюкасл Юнайтед» и его первом сезоне в Северной Лиге.

## Футбол в Тайнсайде в IV четверти XIX века

### Зарождение
На Северо-Восток Англии и, в частности, в Тайнсайд футбол пришёл позднее, чем во многие другие регионы Британии. Но это компенсировалось активным развитием в начале 90-х годов, которое протекало на фоне иных частей страны, где игра уже процветала.
Первый задокументированный матч Тайнсайда состоялся 3 марта 1877 года в регбийном клубе Элсуика. Тогда встретились две команды энтузиастов, в одной из которых на поле вышло восемь человек, а в другой — девять. Со счётом 2:0 победила вторая. В тот же год в Ньюкасле появился первый футбольный клуб Тайнсайда — «Тайн Ассосиэйшнс» (англ. «Tyne Association»), составленный, в основном, из членов общественных школ, игроков в регби и крикет. Это был первый коллектив из Северо-восточной Англии, который принял участие в розыгрыше Кубка Англии (и проиграл 1 ноября 1879 года «Блэкберн Роверс» 1:5 в присутствии 300 зрителей).
В 1878 году был основан ещё один футбольный клуб — «Ньюкасл Рейнджерс». Свои первые матчи он проводил в Гейтсхеде, на другом берегу Тайна, поскольку в Ньюкасле не было подходящих полей. В 1880 году «Рейнджеры» все-таки пересекли реку, чтобы занять площадь вблизи Лизес-парка. Вскоре она получила своё название — «Сент-Джеймс Парк».

В субботу клуб «Рейнджеров» открыл свою новую площадку рядом с Лизес-парком матчем между первой командой и пятнадцатью другими людьми. После приятной двухчасовой игры стало понятно, что хозяева одерживают победу над соперником, превосходящим их численно, но не в опыте, со счётом 6:1.
Оригинальный текст (англ.)The Rangers club had inaugurated their new ground close to Leazes Terrace on Saturday by a match between the first team against 15 of others. After a pleasant game of two hours it was found the captain's team was victorious over his numerous but less experienced opponents to the extent of 6 goals to 1.
— «Ньюкасл Джорнэл», 1880
Первая управляющая организация появилась 23 январе 1880 года, когда на встрече в отеле «Тёкс Хед» была оформлена договорённость о создании Футбольной ассоциации Нортамберленда и Дархема. Поначалу её членами были всего десять клубов, однако к первому сезону их количество выросло до двадцати пяти — благодаря тому, что с первых дней ассоциация начала формировать сеть местных команд. К 1881 году в Тайнсайде было около 1700 мужчин, практикующих обе формы игры — футбол и регби, а уже через год «Дэили Джорнэл» отметил, что в Нортамберленде и Дархеме открыто от 50 до 60 футбольных клубов.
Корни «Ньюкасл Юнайтед» могут быть обнаружены в двух незначительных клубах из восточной части города — «Стэнли» и «Роузвуд». «Стэнли» вышел из крикетной команды и был основан 15 ноября 1881 года, хотя данные Футбольной ассоциации Нортамреленда свидетельствуют, что он играл в непрофессиональный футбол ещё и годом позже.
Так или иначе, решение создать футбольный «филиал» крикетного клуба было принято в доме его члена, мистера Аллена, на Шилдз-роуд в Бикере. В новый «ФК Стэнли» вошли почти все те же, кто состоял в крикетном клубе. Такое название было выбрано потому, что, как записал основатель Уильям Финдлей, «они играли на незанятой земле рядом со Стэнли-стрит в Южном Бикере». 28 ноября 1881 года «Стэнли» провел свой первый матч против второго состава «Элсуик Лезер Воркс» и выиграл 5:0.
Впоследствии клуб начали путать с двумя другими местными командами, «Стэнли Нопс» и «Стэнли Альбион», и по запросу Ассоциации «ФК Стэнли» сменил своё название на «Ньюкасл Ист-Энд». Это произошло в октябре 1882 года. Вскоре они объединились с коллективом «Роузвуд», который сформировал их резервный состав.

### «Ньюкасл Ист-Энд»
7 октября 1882 года «Ист-Энд» провёл свой первый матч после переименования, выиграв у «Хамстерли Рейнджерс» со счётом 1:0. Летом 1884 клуб переехал на новую площадку, располагавшуюся на Чиллингем-роуд, рядом с железной дорогой на границе Бикера и Хитона.
В 1889 году «Ист-Энд» первым из коллективов Ньюкасла получил профессиональный статус, что стало шагом вперед для всего местного футбола. В марте 1890 «Ист-Энд» был объявлен товариществом с уставным капиталов в £10.000 и стоимостью векселя в 10 шиллингов.
Самой первой и наиболее известной формой «Ист-Энда» были красная футболка с красными же гетрами и белыми шортами. Но несмотря на то что история этой формы была продолжительнее, чем история самого клуба, резервный комплект вызывал гораздо больший интерес общественности. 

После ряда изменений в него вошли футболка в красно-белую горизонтальную полоску, синие шорты и гетры — то есть, почти все компоненты формы, которую использовали непримиримые соперники из «Сандерленда».
1889 год также отметился созданием Северной Лиги, второй старейшей футбольной лиги в мире. Впоследствии она вырастет из локального турнира для клубов Северо-восточной Англии в одну из лучших любительских лиг, поставляющих серьёзные силы в национальный кубок: «Мощь любительского футбола и его существенная роль в жизни местных сообществ были одной из культурных особенностей Северо-Востока. Широкие массы людей, многочисленные стимулы для лучших футболистов и незаконные отчисления… вывели локальную любительскую игру на профессиональный, соревновательный уровень». «Ист-Энд» принял участие в трёх первых розыгрышах Северной Лиги, где финишировал на четвёртом, шестом и снова четвёртом местах.
Лидером соревнования была команда «Мидлсбро Айронополис», выигравшая три первых розыгрыша, в которых она принимала участие (1890/91, 1891/92, 1892/93). В 1892 году «Ньюкасл Ист-Энд» и «Мидлсбро Айронополис» подали заявку на участие в Футбольной лиге Англии, однако получили всего по одному голосу и довольствовались приглашением во второй дивизион. И те, и другие отказались от этого: во-первых, по причине выросшей стоимости переездов; во-вторых, из-за существующих стандартов и просьб других кандидатов.
В сезоне 1887/88 «Ист-Энд» впервые принял участие в розыгрыше Кубка Англии, где уступил на самой ранней стадии квалификации «Саус Бэнк» 2:3 в дополнительное время. В следующем году клуб из Ньюкасла дошёл до третьего квалификационного раунда и был остановлен противниками из «Сандерленда» — 0:2. Наивысшее достижение этих лет — выход в первый раунд Кубка в сезоне 1891/92 («Ист-Энд» проиграл «Ноттингему» 1:2).
Среди игроков, которые вели команду вперёд, выделялись Уильям Финдлей, основатель крикетного клуба «Стэнли», и Алекс Уайт. Значимую роль в становлении «Ист-Энда» как крепкого профессионального клуба также сыграл Том Уотсон — «возможно, первый прототип современного тренера». В 1888 году он пришёл в команду в качестве почётного секретаря и, вложив в неё деньги, смог привлечь ряд квалифицированных шотландских футболистов (которых устроил гонорар в £5 и обещание работы в Тайнсайде).

### «Ньюкасл Вест-Энд»
«Ньюкасл Вест-Энд» был основан в августе 1882 года — после того, как ещё один местный крикетный клуб решил основать футбольный «филиал»'. Поначалу коллектив выступал на крикетном поле в Таун Муре, но летом 1885-го он переехал на специальное поле рядом с Грейт Норт-роуд, а уже осенью 86-го взял в аренду стадион «Сент-Джеймс Парк».
Свой дебютный матч «Вест-Энд» сыграл 7 октября 1882, выиграв у «Роузвуда» со счётом 2:0. Вопреки тому что клуб был образован раньше «Ист-Энда», именно он первым представил Ньюкасл в розыгрыше национального кубка. В сезоне 1886/87 «Вест-Энд» встретился с «Сандерлендом» и уступил 1:2, но, подав протест, добился переигровки матча, которая закончилась победой джорди − 1:0. Однако уже на следующей стадии отбора «Вест-Энд» был бит «Гейнсборо Тринити» — 1:6. Годом позже «мэкемс» взяли реванш, не позволив вечному сопернику улучшить результат и дойти до третьего раунда квалификации; в 1888 ещё один клуб из Сандерленда — «Альбион» — выбил «вест-эндцев» на второй стадии отбора. Клуб из Ньюкасла преодолел этот барьер в розыгрыше 1890/91, но выше так и не поднялся.
Выступления в Северной Лиге также оставляли желать лучшего, хотя в стартовом сезоне «Вест-Энд» опередил противников из Восточного Ньюкасла и остановился в шаге от чемпионства. В дальнейшем он занимал только предпоследние строки турнирной таблицы.
Желая не отставать от коллектива из Ист-Энда, клуб часто повторял шаги последних. Так, в 1888 году «Вест-Энд» пригласил на «Сент-Джеймс Парк» шотландского легионера Боба Келсо — самого известного из тех, кто приезжал в те годы в Тайнсайд. А после того как «Ист-Энд» стал товариществом, «Вест-Энд» оформил такой же юридический статус. И хотя это «не было рецептом мгновенного успеха, в пределах 18 месяцев именно „ист-эндцы“, а не „Вест-Энд“, развились в топ-клуб Тайнсайда». Два этих коллектива связывала ещё и фигура Тома Уотсона, который до переезда в Западный Ньюкасл также работал с командой из восточной части города. Но это длилось меньше года: Уотсон был вынужден покинуть «Сент-Джеймс Парк», когда на одном из матчей Кубка Англии на стадионе, за который он нёс ответственность, произошло обрушение.
Негласное противостояние между клубами являлось следствием того времени: Ньюкасл был слишком мал сразу для двух профессиональных коллективов, и поддержку для дальнейшего развития мог получить только один из них.
На 1892 год «Ист-Энд» процветал, имея больше талантливых игроков и показывая лучшую игру, что привлекало дополнительных зрителей и, как следствие, деньги. «Вест-Энд» демонстрировал худшие результаты — как на поле, так и в финансовых вопросах, приближаясь к банкротству.

### Объединение двух клубов — основание «Ньюкасл Юнайтед»
К лету 1892 положение «Вест-Энда» ухудшилось настолько, что клуб предложил оппонентам слияние и, как часть сделки, передачу прав на аренду «Сент-Джеймс Парка», своё имущество и футболистов. В мае «Ист-Энд» переехал на новый стадион, а в Ньюкасле осталась только одна профессиональная команда, что предопределило её быстрое развитие.
Перед стартом нового сезона «Ист-Энд» предпринял вторую попытку войти в Футбольную лигу, которая на тот момент имела лишь один дивизион. По итогам голосования джорди вновь набрали недостаточное количество голосов. Им, как «одному из самых неизвестных и непроверенных новичков», было предложено участие в формируемом втором дивизионе, однако руководство отказалось от этого (Оно хотело, чтобы «Ист-Энд» собирал столько же зрителей и приносил такой же доход, как «Престон Норт Энд», «Эвертон», «Сандерленд» и «Астон Вилла» — лидеры того времени. А клубы из низшего эшелона, вроде «Бёртон Свифтс» и «Кру Александра» ничем не отличались от соперников «Ист-Энда», по Северной Лиге).

Футбольная лига
Вчерашним днём, в отеле «Квинс», Сандерленд, состоялась ежегодная встреча по поводу, отмеченному выше <…>. Лига приняла решение допустить «Вест Бромвич Альбион» до участия в следующем сезоне без подачи ими заявления — по причине того, что они являются победителями Кубка Англии. Затем были рассмотрены заявления на пять мест в дивизионе № 1 — при участии представителей «Стока», «Дарвена» и «Аккрингтона», чьё членство, по правилам, должно быть пересмотрено из-за финиша в четверке слабейших. Следующие клубы подали заявления на прием: «Смол Хит», «Шеффилд Уэнсдей», «Бёртон Свифтс», «Ньютон Хит», «Ноттс Форест», «Шеффилд Юнайтед», «Мидлсбро Айронополис», «Ньюкасл Ист-Энд» и «Мидлсбро». Заявление от клуба «Ливерпуль» представлено не было. <…> Результат голосования позволил «Аккрингтону», «Шеффилд Уэнсдей», «Ноттс Форест», «Ньютон Хит» и «Стоку» вступить в 1-й дивизион Лиги.
Оригинальный текст (англ.)The annual meeting of the above was held yesterday afternoon, at the Queen's Hotel, Sunderland <...>. The League decided to admit West Bromwich Albion for another season without their making an application, on account of their being the holders of the English Cup. Applications were then considered for five vacancies in No. 1 Division, representatives appearing on behalf of Stoke, Darwen, and Accrington, who according to rules had to retire on account of their being in the last four. The following clubs applied for admission: Small Heath, Sheffield Wednesday, Burton Swifts, Newton Heath, Notts Forest, Sheffield United, Middlesbrough Ironopolis, Newcastle East End, and Middlesbrough. The application from the Liverpool club was not entertained. <...> The result of the voting gave the following clubs admission to the 1st division of the League: Accrington, Sheffield Wednesday, Notts Forest, Newton Heath, and Stoke.
— «Бирмингем Дейли Пост», 14 мая 1982
Обновлённый «Ист-Энд» провёл первый матч в новом статусе и на «Сент-Джеймс Парк» 3 сентября 1892 года. В присутствии 6000 зрителей клуб из «Ньюкасла» переиграл «Глазго Селтик» 1:0. Тем не менее, такой интерес на трибунах был редкостью, и руководство увидело необходимость в серьёзных переменах.
В декабре управляющие «Ист-Эндом» предстали перед большим числом болельщиков, чтобы в ходе открытой дискуссии обсудить будущее футбола в Тайнсайде. Одним из поднятых вопросов было переименование клуба: это позволило бы уйти от ассоциаций лишь с восточной частью города и привлечь всех жителей Ньюкасла. Среди предложенных названий фигурировали «Ньюкасл Рейнджерс» и «Ньюкасл Сити», однако со значительной поддержкой победил «Ньюкасл Юнайтед». Таким образом, 9 декабря 1892 года «Ист-Энд» стал «Ньюкаслом Юнайтед», хотя официально это название будет утверждено через несколько лет и вплоть до 1894-го новый клуб продолжит выступать в старой красно-белой форме.

## Первый сезон «Ньюкасл Юнайтед»
| 1892/93                       |                                          |
| Тренер                        | Комитет Совета директоров                |
| Стадион                       | Сент-Джеймс Парк                         |
| Северная Лига                 | 2-ое                                     |
| Кубок Англии                  | Первый раунд                             |
| Капитан                       | Уильям Грэм                              |
| Лучшие бомбардиры             | Вилли Томпсон Джок Сорли (7)             |
| Максимальная посещаемость     | 4000 (против «Мидлсбро»)                 |
| Минимальная посещаемость      | 3000 (против «Стоктона» и «Айронополис») |
| Средняя домашняя посещаемость | 3500                                     |

До того, как «Ньюкасл Ист-Энд» был переименован, он провёл шесть матчей в розыгрыше Северной Лиги 1892/93. В двух играх джорди уступили «Шеффилд Юнайтед» (1:5) и «Мидлсбро Айронополис» (2:3), а в остальных одержали победы с общей разницей мячей 19:1. 10 декабря 1892-го «Ист-Энду» предстояла повторная встреча с командой из Мидлсбро, но на неё клуб вышел уже под новым названием. Этот поединок стал первым в истории «Ньюкасл Юнайтед».

### Первая игра: «Ньюкасл Юнайтед» — «Мидлсбро Айронополис» 1:2
Встреча с лидером Северной Лиги прошла на «Сент-Джеймс Парке» в присутствии трёх тысяч зрителей. Состав команды был близок к оптимальному — отсутствовал только левый инсайдер Вилли Томпсон, забивший в шести предыдущих встречах шесть мячей.
Ворота «Ньюкасла» защищал Дэвид Уиттон — первый голкипер в истории клуба, выступавший сначала за «Вест-Энд», а после объединения двух команд из Ньюкасла присоединившийся к «Ист-Энду». Справа в обороне действовал Питер Уотсон, для которого этот матч стал третьим и последним в составе джорди. Слева на той же позиции вышел Джеймс Миллер, чьё пребывание в «Ньюкасле» запомнилось отлучением от команды после того, как Миллер отказался от участия в одной из тренировок. Центр защиты оборонял Роберт Крили — возможно, первый «универсал» «Ньюкасла», игравший на любой позиции с одинаковой уверенностью. Линию полузащиты составили действующий капитан и лидер команды Уильям Грэм, а также Джозеф Маккейн — ещё один футболист, незаменимый в «Ньюкасле» первых лет.
Несмотря на наличие единственного центрфорварда Джока Сорли, нападение «сорок» выглядело очень внушительным: слева и справа ему помогали инсайдеры Джозеф Уоллес — «пионер» тайнсайдского футбола — и Томас Крейт, тогда как из глубины атаку поддерживали Гарри Рэй (другой человек, который стоял у истоков футбола в Ньюкасле) и Джеймс Коллинс, также, как и Уиттон, успевший отыграть за все три «Ньюкасла».
Первую половину матча против «Айронополис» «Ньюкасл» провёл в вышине «Сент-Джеймс Парк»: поле было настолько неровным, что ворота у трибуны «Лизес Энда» возвышались над противоположными у «Гэллоугейт Энд» на 5,5 метров. Игра «на склоне» давала преимущества, и начало встречи осталось за «сороками». Они имели несколько голевых моментов, но реализовать их не позволили вратарь «нопс» и оборона во главе c Эллиоттом. За свою расточительность «Ньюкасл» заплатил в конце первого тайма, когда Макредди вывел гостей вперед — 0:1.
Вторые 45 минут начались с новых атак «Айронополис», которые в конце концов привели к ещё одному голу. Удвоив преимущество «нопс», Макартур вынудил «Ньюкасл» раскрыться. Полузащитники начали активно доставлять мяч в штрафную соперника, и в результате этих попыток Гарри Рэй все-таки смог отправить мяч в ворота «уборщиков». В оставшееся время джорди делали всё, чтобы не проиграть на «Сент-Джеймс Парк», но повторился сценарий первой половины матча, когда голкипер и защитники успешно ликвидировали все поступающие угрозы. Усилия «Ньюкасла» оказались напрасны, и в своей дебютной игре в новом статусе команда уступила 1:2.

### Завершение сезона
В следующем матче, 17 декабря, «Юнайтед» в гостях встречался со «Стоктоном». Начало игры осталось за хозяевами, и после одной из атак Гарри Джеффри пришлось выносить мяч с линии ворот. Затем Уиттон «подарил» мяч «Стоктону», и «старцы», разыграв классическую британскую атаку, вывели Томпсона на позицию — его удар головой оказался точен. Желая реабилитироваться за поражение 1:5 на «Сент-Джеймс Парк», «Стоктон» попытался забить ещё, но, показывая хорошую игру, так этого и не сделал. Переломным моментом стал уход с поля «по тем или иным причинам» полузащитника хозяев Уиллокса. «Сороки» начали прессинговать, и в конце концов Сорли восстановил равновесие, хотя «Стоктон» настаивал, что этот гол был забит после того, как мяч покинул пределы поля. В начале второго тайма Уиллокс вернулся в команду, чтобы затем его вновь отправили за пределы поля. Так или иначе, к тому моменту «Ньюкасл» уже вёл в счете: Крейт поддержал атаку вторым темпом и отправил мяч мимо голкипера хозяев. Затем Джок Сорли показал индивидуальное мастерство и оформил дубль. «Играя как демоны», джорди огорчили соперника ещё два раза: второй дубль записал на свой счёт Крейт, а довершил разгром Гарри Рэй. Тем не менее «Стоктон» не сдался и провел несколько опасных атак, одна из которых все же завершилась голом. Итоговый результат — 2:5, и первая победа «Ньюкасл Юнайтед» в истории клуба.
Выходя после зимнего перерыва на игру против «Шеффилда», «сороки» хотели взять реванш за крупное поражение в первом матче. Несмотря на активность в дебюте, они не смогли воплотить преимущество в забитые мячи и завершили тайм с нулевым результатом. Вторая половина поединка проходила на встречных темпах. На 68-й минуте, пробивая свободный удар, голкипер «клинков» попал в спину одному из своих защитников, и мяч неожиданно отлетел в сетку ворот. Однако преимущество «Ньюкасла» было недолгим: спустя две минуты Джеймс Миллер, пытаясь прервать верховую передачу в штрафную Уиттона, также срезал мяч в собственные ворота. За оставшееся время ничего не произошло, и матч завершился ничьей.
21 января 1893 года «Ньюкасл Юнайтед» провёл свою первую игру в Кубке Англии. Из-за неофициального статуса Северной Лиги она также стала первым официальным матчем команды. В присутствии четырёх тысяч зрителей джорди встречались на «Сент-Джеймс Парк» с «Мидлсбро». С первых минут гости завладели инициативой, имея ряд возможностей отличиться. Часть ударов парировал Уиттон, в иных случаях на помощь своему голкиперу приходила оборона, и нападение «боро» в лице Льюиса и Блэка раз за разом оставались ни с чем. Хорошую возможность отличиться также упустил Коллинс, но в середине тайма «сороки» всё-таки наказали гостей за расточительность: Сорли совершил проход по левому флангу и навесил на Рэя — Фолл парировал его удар, но первым на добивании оказался Вилли Томпсон. Сразу же после этого «Ньюкасл» удвоил преимущество в счёте: Грэм буквально втолкнул Фолла вместе с мячом за линию ворот. Надеясь отыграться, «Мидлсбро» не стал дожидаться второго тайма, и в одной из многочисленных атак Блит ударом с дальней дистанции послал мяч под перекладину.
После перерыва джорди заняли ворота на возвышении, однако это преимущество никак не отразилось на их игре. Более того, уже на 50-й минуте «боро» восстановили равновесие: ещё один хороший удар получился у Макнайта. «Ньюкасл» мог вновь повести в счёте после того, как Томпсон, обыграв защитника, вышел один на один с Фоллом, но голкипер прервал его проход в самый последний момент. А затем «сороки» пропустили в третий раз: подачу с углового замкнул Льюис. Теперь уже «Ньюкаслу» приходилось отыгрываться, и «боро» подарили хозяевам такую возможность, когда вся оборона пропустила мяч, прилетевший к Рэю и Коллинсу. Однако джорди не смогли реализовать голевой момент. Все последующие попытки также не увенчались успехом, и клуб вылетел из кубка на стадии первого квалификационного раунда.
Три недели спустя «Ньюкасл» мог реабилитироваться за поражение: в заключительной игре сезона он вновь вышел против «речников». Только в стартовом составе «сорок» оказалось не одиннадцать, а десять футболистов. Дело в том, что правила тех лет не предусматривали замены по ходу матча, а дорогие переезды не позволяли командам брать с собой больше одиннадцати человек. В тот день, 11 февраля, игроки встретились на центральном железнодорожном вокзале Ньюкасла, чтобы вместе сесть на поезд до Мидлсбро. Но Джозеф Маккейн, один из ключевых полузащитников команды, опоздал, и «Ньюкаслу» пришлось уехать, а затем и выйти на поле без него. Этот эпизод предопределил разгромное поражение от «боро» — 0:4.
В итоговой таблице Северной Лиги 1892/93 годов «Ньюкасл» занял второе место, пропустив вперед только «Айронополис». При этом джорди показали лучшую результативность, забив в среднем 2.72 мяча за игру.

Летом 93-го «Ньюкасл» вновь подал заявку на включение в Первый дивизион. Результат остался прежним: клубу отказали от принятия в высший эшелон английского футбола, но предложили участие в розыгрыше Второго дивизиона. Руководство всеми силами пыталось вывести команду на новый уровень и, не видя альтернативы, приняло такие условия. Таким образом, «Ньюкасл Юнайтед» стал полноправным членом Футбольной лиги и начал сезон 1893/94 гг. уже в официальном турнире.